# Печорская радиолокационная станция

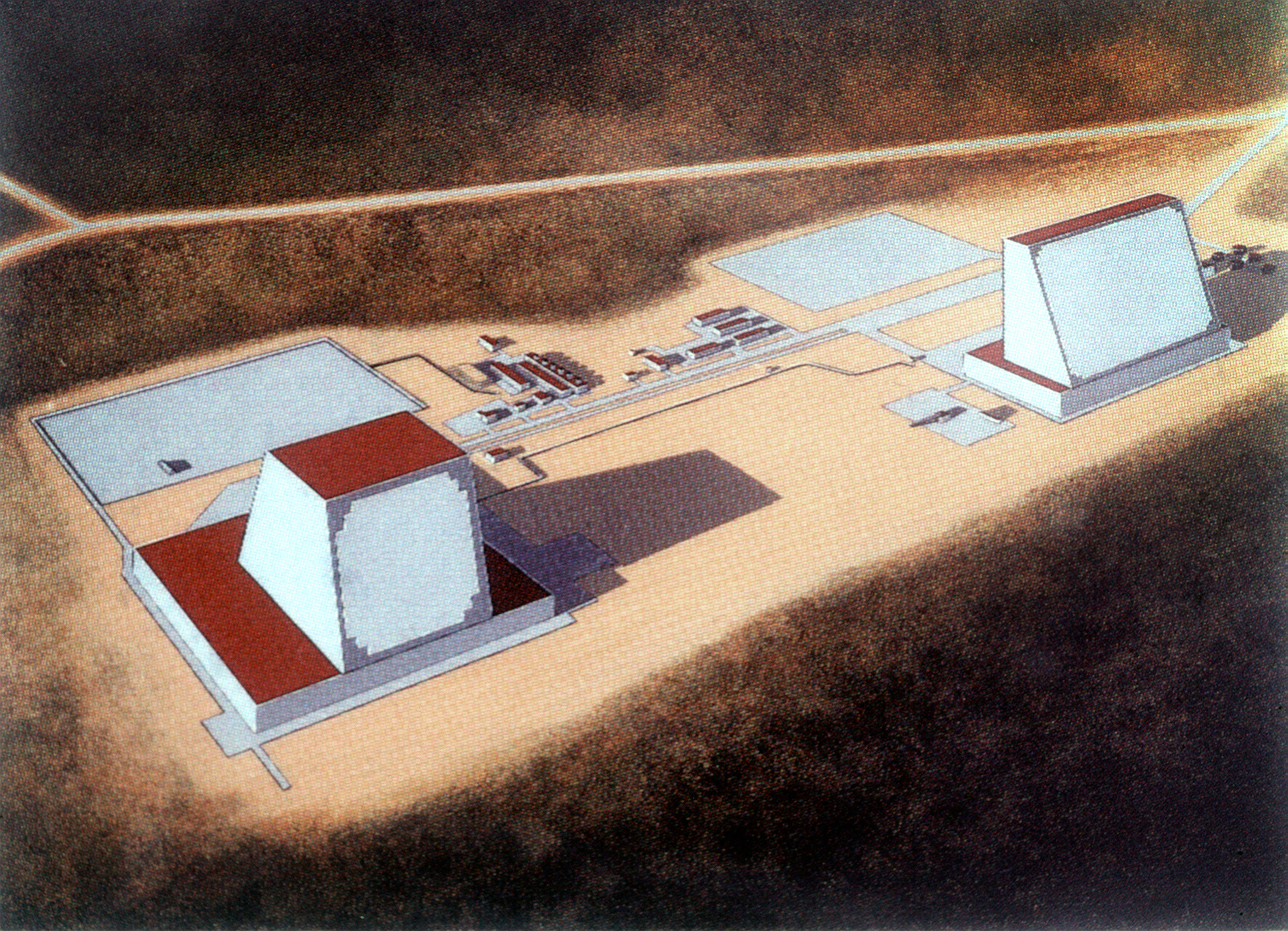
Общая схема РЛС типа «Дарьял» (передатчик слева, приемник справа).

Печо́рская радиолокацио́нная ста́нция (ОРТУ № 378, узел РО-30) — компонент российской системы предупреждения о ракетном нападении (СПРН), первая из принятых на вооружение надгоризонтных РЛС типа 5Н79 «Дарьял». Контролирует воздушное пространство до северного побережья Аляски и Канады, полностью покрывая Гренландию и частично Исландию. Расположена примерно в 8 км к северо-востоку от города Печора (Республика Коми).
При проектировании станции были заложены строгие строительные нормативы: например, верх приёмного сооружения высотой 100 м при ветре 50 м/с не должен отклоняться более чем на 10 см. Мощность водо- и энергоснабжения эквивалентна городу с населением 100 тысяч человек. Передающая и приёмная позиция разнесены на 900 м.

## История
Эскизный проект РЛС «Дарьял» был разработан в конце 1960-х — начале 1970-х годов сотрудниками РТИ АН СССР (главный конструктор — В. М. Иванцов). Для достижения максимального времени предупреждения на основном ракетоопасном направлении первая такая РЛС должна была размещаться на Крайнем Севере СССР — на острове Земля Александры архипелага Земля Франца-Иосифа. В связи с большим энергопотреблением предполагалось оснастить станцию собственным ядерным источником питания. Комплексный аванпроект радиолокационного узла РО-3 был представлен в третьем квартале 1970 года. Однако из-за технологической сложности и высокой стоимости он был отклонён.
18 января 1972 года вышло постановление о создании интегрированной системы предупреждения о ракетном нападении. В нём было определено расположение надгоризонтной РЛС в районе Печоры. В 1974 году представлены материалы топогеодезических изысканий, сформирована группа строящегося объекта, а также началось строительство Печорской ГРЭС, которая должна была обеспечить РЛС электроэнергией.
14 апреля 1975 года вышло постановление о создании узла РО-30 на базе полномасштабной РЛС «Дарьял». Начальником строительства был назначен Ю. Г. Венедиктов, который ранее строил полигон Сары-Шаган; субподрядчиками выступали организации Минмонтажспецстроя. В мае того же года был подготовлен котлован для передающего центра, в июле заложен фундамент приёмного центра.
11 сентября 1975 года был сформирован отдельный радиотехнический узел предупреждения о ракетном нападении — ОРТУ № 378 (войсковая часть № 96876).
В ноябре 1976 года началась сдача помещений под монтаж технологического оборудования приёмного центра. По мере готовности помещений специалисты Головного производственно-технологического предприятия (ГПТП) совместно с представителями заводов-производителей оборудования (ДМЗ, ЗЭМЗ, МРЭЗ, ЮРЗ и др.) приступали к монтажно-настроечным работам. Число наладчиков превышало 1000 человек. В мае 1977 года был завершён монтаж конструкций антенной решётки передающего центра.
В начале 1979 года введён первый энергоблок Печорской ГРЭС.
27 июля 1979 года в ходе настроечных работ на передающем центре произошёл пожар. Выгорело почти 80 % радиопрозрачного укрытия, около 70 % передатчиков обгорели или покрылись сажей. В здании образовалась огромная дыра. Под угрозой срыва оказались работы не только на этом узле, но и на узле РО-7 в Азербайджане. Однако последствия пожара удалось быстро устранить. Через сектор обзора Печорского узла проходили трассы испытательных и учебных пусков баллистических ракет, что дало возможность настраивать аппаратуру и программы РЛС по реальному космическому фону и ускорило проведение испытаний.
В августе 1983 года Госкомиссия под председательством заместителя главкома ПВО Е. С. Юрасова успешно завершила совместные испытания.
20 января 1984 года РЛС была принята на вооружение, 20 марта того же года поставлена на боевое дежурство.

## Современное состояние
На текущий момент Печорская РЛС является единственной действующей станцией типа «Дарьял».
В 2011 году специалисты РТИ объявили, что она исчерпала свои расчётные технические ресурсы.
В рамках Государственной программы вооружения до 2020 года предполагалось в 2015 году её демонтировать и заменить новой РЛС типа «Воронеж-ВП».
Однако в марте 2014 года представитель пресс-службы Минобороны РФ Алексей Золотухин заявлял, что станция к 2016 году пройдёт глубокую модернизацию без снятия с боевого дежурства. Произведенная модернизация почти всех систем станции повысила её надёжность, технико-тактические характеристики и значительно снизила энергопотребление.

## Координаты
- Передающая позиция: 65°12′37″ с. ш. 57°17′43″ в. д.HGЯO
- Приёмная позиция: 65°12′37″ с. ш. 57°16′35″ в. д.HGЯO